# Eiríksmál
L'Eiríksmál est un poème scaldique anonyme. Il fut composé à la demande de la reine Gunnhildr konungamóðir en l'honneur de son mari, Eiríkr blóðøx, mort en 954 à la bataille de Stainmore (Westmorland). Il évoque l'entrée du roi Eiríkr à la Valhöll.
Seul le début du poème a été conservé, soit neuf strophes ou demi-strophes, citées dans la Fagrskinna.  
L'Eiríksmál s'ouvre sur Odin racontant un rêve. Il a imaginé qu'il demandait aux einherjar et aux valkyries de préparer la Valhöll pour l'arrivée d'un roi. Bragi se demande quel est ce bruit qui résonne, comme si Baldr revenait à la halle. Mais c'est Eiríkr, et Odin demande à Sigmundr et Sinfjötli d'aller l'accueillir. Sigmundr demande à Odin pourquoi il n'a pas donné la victoire au roi, puisqu'il le tient pour un grand guerrier. Odin répond que le loup menace le domaine des dieux. Eiríkr arrive alors, accompagné de cinq rois.  
Ce poème est donc riche en contenu mythologique ou légendaire : évocation de la Valhöll, avec les einherjar et les valkyries, allusion à la mort de Baldr, présence de deux héros de la famille des Völsungar, référence au Ragnarök.  
L'Eiríksmál mêle traits eddiques et scaldiques. D'une part, il est anonyme, composé en mètres eddiques (fornyrðislag et ljóðaháttr) et prend la forme d'un dialogue. D'autre part, c'est un poème de louange d'un roi de Norvège, conservé dans une saga royale.
L'Eiríksmál a servi de modèle au Hákonarmál d'Eyvindr skáldaspillir, qui décrit la réception du roi Hákon le Bon à la Valhöll.